# Eurik
Eurik ali Evarik (gotsko *Aiwareiks, špansko in portugalsko Eurico), včasih tudi Eurik II., je bil od leta 466 do svoje smrti leta 484 kralj Vizigotov, * okoli 420, † 28. december 484.
Bil je sin kralja Teoderika I. Na vizigotski prestol je prišel po umoru brata Teoderika II.

## Vladanje
Eurik s prestolnico v Toulouseu nasledil velik del vizigotskih posesti v Akvitaniji, ki so bile pod vizigotsko oblastjo od leta 415. Vizigoti so več desetletij postopoma širili svoje posesti na račun šibkega Rimskega cesarstva. Eurik je leta 475 in 476 neuspešno oblegal Clermont in prodrl globoko v Hispanijo.
Ko je postal kralj, je v več državljanskih vojnah premagal več drugih vizigotskih kraljev in poglavarjev in kmalu postal prvi vladar resnično enotnega vizigotskega ljudstva. Z izkoriščanjem težav Rimljanov je razširil vizigotsko oblast  v Hispaniji in pregnal Svebe na severozahod Iberskega polotoka. Ko je Zahodno Rimsko cesarstvo leta 476 propadlo, je obvladoval skoraj ves Iberski polotok.
Leta 469 ali 470 je pri Déolu premagal britanskega kralja Riotama in s pohodom na frankovsko ozemlje razširil svoje kraljestvo še bolj proti severu, verjetno do reke Somme. V bitki, ki je postala znana kot bitka pri Arlesu (471), je blizu Arelata, sedanjega Arlesa, premagal rimsko vojsko, ubil je tri rimske grofe in Antemiola, sina rimskega cesarja Antemija.
Prejšnji vizigotski kralji so uradno vladali le kot legati rimskega cesarja, Eurik pa je prvi razglasil svojo popolno neodvisnost od marionetnih cesarjev. Leta 475 je zahodnega cesarja Julija Neposa prisilil, da je priznal njegovo popolno neodvisnost v zameno za vrnitev provansalskega dela Galije. Rimski državljani Hispanije so nato prisegli zvestobo Euriku in ga priznali za svojega kralja. Istega leta se mu je Clermont po daljšem obleganju predal. Njegov škof Sidonij Apoliner je Eurika zaprosil za mir.
Eurik je spadal med  bolj učene velike vizigotske kralje in je bil prvi germanski vladar, ki je uradno zapisal zakone svojega ljudstva.  Eurikov zakonik iz leta 471 je kodificiral tradicionalne zakone, ki so se jih pred tem zaupanja vredni  učenjaki učili na pamet. Na svojem dvoru je zaposlil veliko galsko-rimskih plemičev, na primer Leona iz Narbone.
Ob Eurikovi naravni smrti leta 484 je Vizigotsko kraljestvo obsegalo tretjino sodobne Francije in skoraj vso Iberijo, razen Galicije, ki se je takrat razširila do porečja Dura v sedanji Portugalski. V Galiciji so vladali Svebi.